# Kulturåret 1815

## Händelser
- okänt datum – Sophie Daguin och André Isidore Careys ankomst till Kungliga Baletten.
- okänt datum – En femte publikrad byggs på det Gustavianska operahuset i Stockholm av arkitekten Carl Fredrik Adelcrantz.

## Nya verk
- Emma av Jane Austen
- Djävulselixiret av E.T.A. Hoffmann

## Födda
- 16 januari – Uno Troili (död 1875), svensk porträttmålare.
- 4 maj – Friedrich Räder (död 1872), tysk körledare, kompositör och psalmförfattare.
- 10 maj – Anders Ljungqvist (död 1896), uppländsk spelman.
- 17 juni – Thekla Knös (död 1880), svensk författare.
- 26 juni – Kreeta Haapasalo (död 1893), finländsk folkmusiker.
- 1 augusti – Richard Henry Dana den yngre (död 1882), amerikansk författare.
- 7 augusti – Carl Wilhelm Skarstedt (död 1908), teolog, kyrkohistorisk författare och psalmförfattare.
- 17 september – Halfdan Kjerulf (död 1868), norsk kompositör.
- 29 september – Andreas Achenbach (död 1910), tysk konstnär.
- 17 oktober – Emanuel Geibel (död 1884), tysk författare.
- 26 oktober – Carl Anders Kullberg (död 1897), svensk skald och översättare.
- 5 december – Johan Nybom (död 1889), svensk poet, tidningsman och sångtextförfattare.
- 8 december – Adolph von Menzel (död 1905), tysk konstnär och kunglig hovmålare.
- 18 december – Egron Lundgren (död 1875), svensk konstnär och författare.
- 21 december – Thomas Couture (död 1879), fransk målare av porträtt-, historie- och genremålningar.
- okänt datum – Marcus Morris Wells (död 1895), amerikansk baptistisk kompositör och sångförfattare.
- okänt datum – Martha Clausen (död 1875), amerikansk psalmförfattare.
- okänt datum – John Absolon (död 1895), engelsk konstnär.

## Avlidna
- 21 januari – Matthias Claudius (född 1740), tysk författare och journalist.
- 8 april – Jakub Jan Ryba (född 1765), tjeckisk kompositör.
- 21 maj – Roman Hoffstetter (född 1742), tysk kompositör, körledare och präst.
- 28 maj – Charlotta Cedercreutz (född 1736), svensk konstnär och hovdam.